# گمینا لوبژا (استان لوبوسکی)
گمینا لوبژا (استان لوبوسکی) (به لهستانی:  Gmina Lubrza) یک گمینا در لهستان است که در شهرستان شویبوجن واقع شده‌است. گمینا لوبژا ۱۲۲٫۲۸ کیلومتر مربع مساحت و ۳٬۳۴۴ نفر جمعیت دارد.